# Ehrenring der Stadt Passau
Der Ehrenring der Stadt Passau gehört neben der Ehrenbürgerwürde und der Bürgermedaille zu den höchsten Auszeichnungen der Stadt Passau.

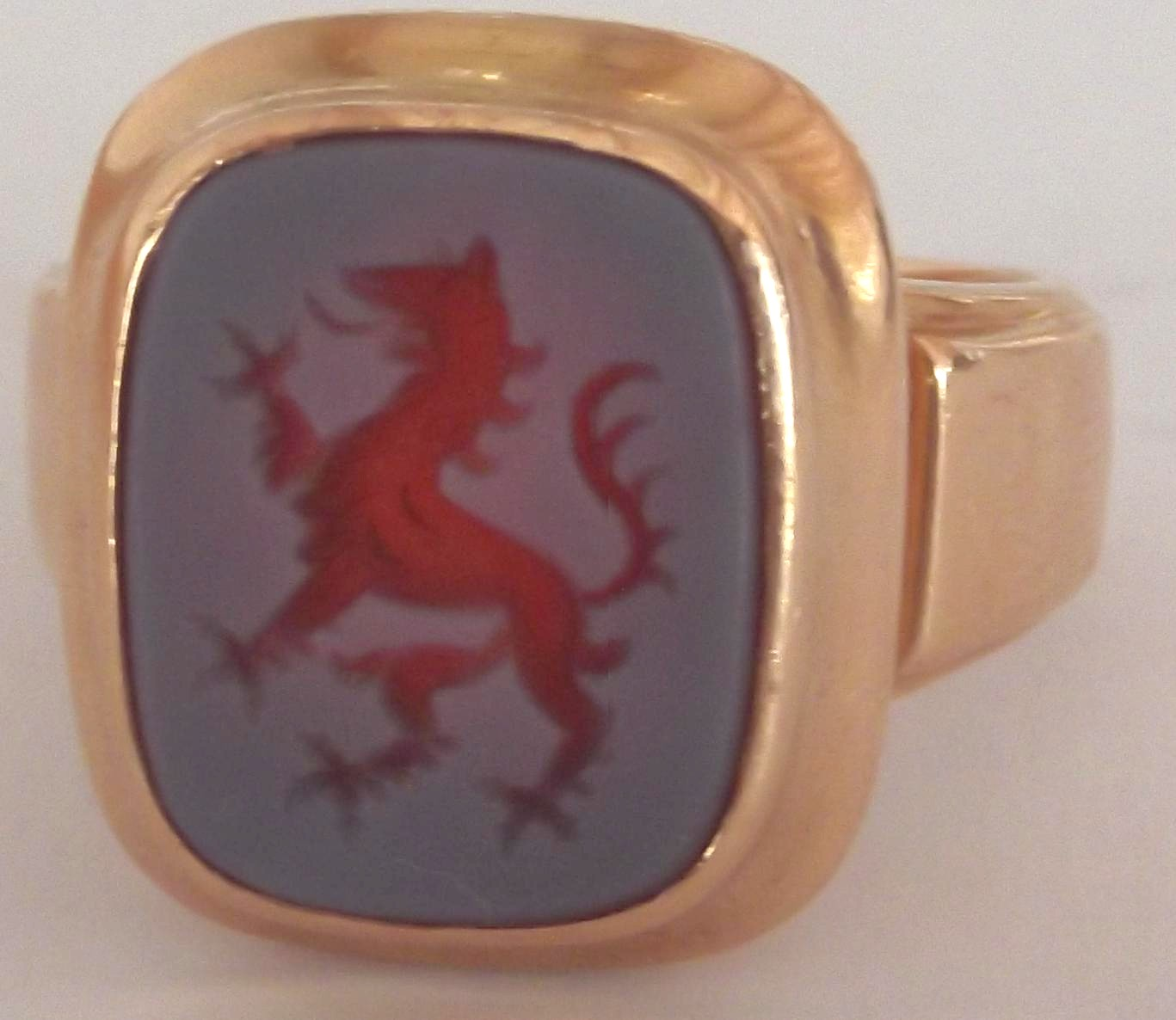
Ehrenring der Stadt Passau

## Verleihung
Der Ehrenring kann an Persönlichkeiten verliehen werden, welche sich Verdienste auf dem Gebiet der Kunst und Wissenschaft, der Wirtschaft, des kulturellen, sozialen, kirchlichen, politischen oder sonstigen öffentlichen Lebens erworben und dadurch das Wohl der Stadt Passau und ihrer Bürgerschaft in besonderer Weise gefördert haben. Die Entscheidung und Beschlussfassung über die Verleihung erfolgt im Plenum des Passauer Stadtrats nach Vorberatung im Kulturausschuss des Stadtrats. Vorbedingung ist die Einreichung eines Vorschlags entweder durch den Oberbürgermeister oder die Fraktionen des Stadtrats. Der Ring geht mit der Aushändigung in das Eigentum des Ausgezeichneten über und darf nur vom Beliehenen selbst getragen werden.

## Beschreibung und Wert
Der Ehrenring ist aus 14karätigem Gold; er trägt das Wappen der Stadt Passau (Passauer Wolf). In die Innenseite des Rings werden Name und Verleihungsdatum eingraviert.
2011 wurden die Kosten für die Anfertigung eines Ehrenringes mit 1600 Euro angegeben.

## Aberkennung
Der Verlust der bürgerlichen Ehrenrechte zieht den Verlust der Auszeichnung mit dem Ehrenring der Stadt Passau nach sich. Der Ehrenring ist in diesem Fall an die Stadt Passau zurückzugeben.

## Kurioses
2011 wurde erstmals und einmalig ein Ehrenring an einen Passauer Goldhändler verkauft. Dieser versteigerte den Ring und ließ den Erlös einem wohltätigen Zweck zukommen.